# Alice Glenn
Alice Glenn (* 17. Dezember 1927 als Alice Duffy; † 16. Dezember 2011 in Dalkey, County Dun Laoghaire-Rathdown) war eine irische Politikerin (Fine Gael).

## Leben
Glenns politische Karriere begann 1974, als sie in die Dublin Corporation gewählt wurde, der sie bis 1991 angehören sollte. Dort wurde sie als erste Frau Mitglied im Dublin Port and Docks Board.
Nach zwei erfolglosen Versuchen 1973 und 1977 wurde Glenn erstmals 1981 für Fine Gael im Wahlkreis Dublin Central in den 22. Dáil Éireann gewählt. Bei den Wahlen im Februar 1982 konnte sie ihren Sitz nicht verteidigen. Als im November desselben Jahres Wahlen für den 24. Dáil Éireann nötig wurden, kandidierte sie erneut und diesmal erfolgreich, für ihre Partei im Wahlkreis Dublin Central. Bei den Wahlen 1987, bei denen Glenn als Unabhängige kandidierte, konnte sie ihren Sitz nicht verteidigen.
Als Abgeordnete geriet sie während der Regierungszeit von Garret FitzGerald mit selbigem in Konflikt, als dieser eine Reihe von Gesetzen zur Liberalisierung des irischen Rechts auf dem Gebiet der Abtreibung, Scheidung und Empfängnisverhütung erließ. Unter anderem forderte Glenn ihre Parteikollegen auf gegen den Wortlaut des von der Regierung erarbeiteten Abtreibungs-Referendums zu stimmen.
Ihr bekanntestes Zitat „You must agree – a woman voting for divorce is like a turkey voting for Christmas“ äußerte sie 1986 im Vorfeld des Scheidungs-Referendums.
Alice Glenn war mit Brigadier-General William Glenn, dem Oberkommandierenden des irischen Air Corps, verheiratet. Aus der Ehe gingen zwei Söhne hervor. Sie war Mitglied des Pro-Life-Bewegung und der Irish Housewives' Association.
Die letzten sechs Jahre ihres Lebens verbrachte sie im Our Lady's Manor Nursing Home, einem Pflegeheim in Bulloch Castle in Dalkey, County Dun Laoghaire-Rathdown. Sie wurde auf dem Glasnevin Cemetery beigesetzt.